# هارفي بال
هارفي بال (بالإنجليزية: Harvey Ball)‏ هو رائد أعمال وفنان أمريكي، ولد في 10 يوليو 1921 في ورسستر في الولايات المتحدة، وتوفي بنفس المكان في 12 أبريل 2001.